# 洛塞瓦斯洛博達
51°43′47″N 31°48′54″E / 51.72972°N 31.81500°E
洛塞瓦斯洛博達（烏克蘭語：Лосєва Слобода），是烏克蘭北部的村莊，隸屬切爾尼希夫州的科留基夫卡區。該村始建於1750年，面積98.1平方公里，海拔高度126米，2001年人口245，人口密度每平方公里2.5人。